# Djingis Khan (bostadsområde)

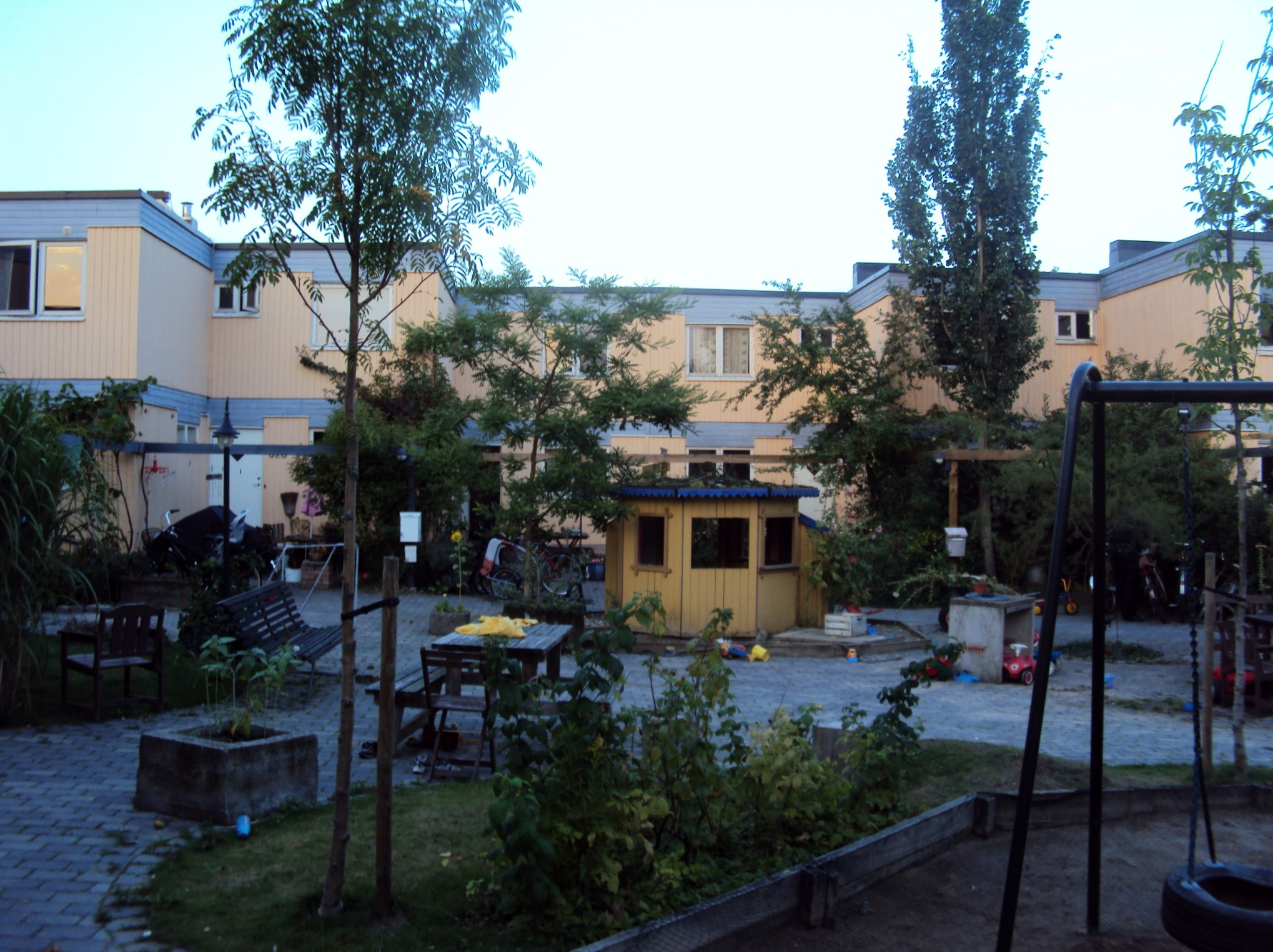
Innergård på Djingis Khan

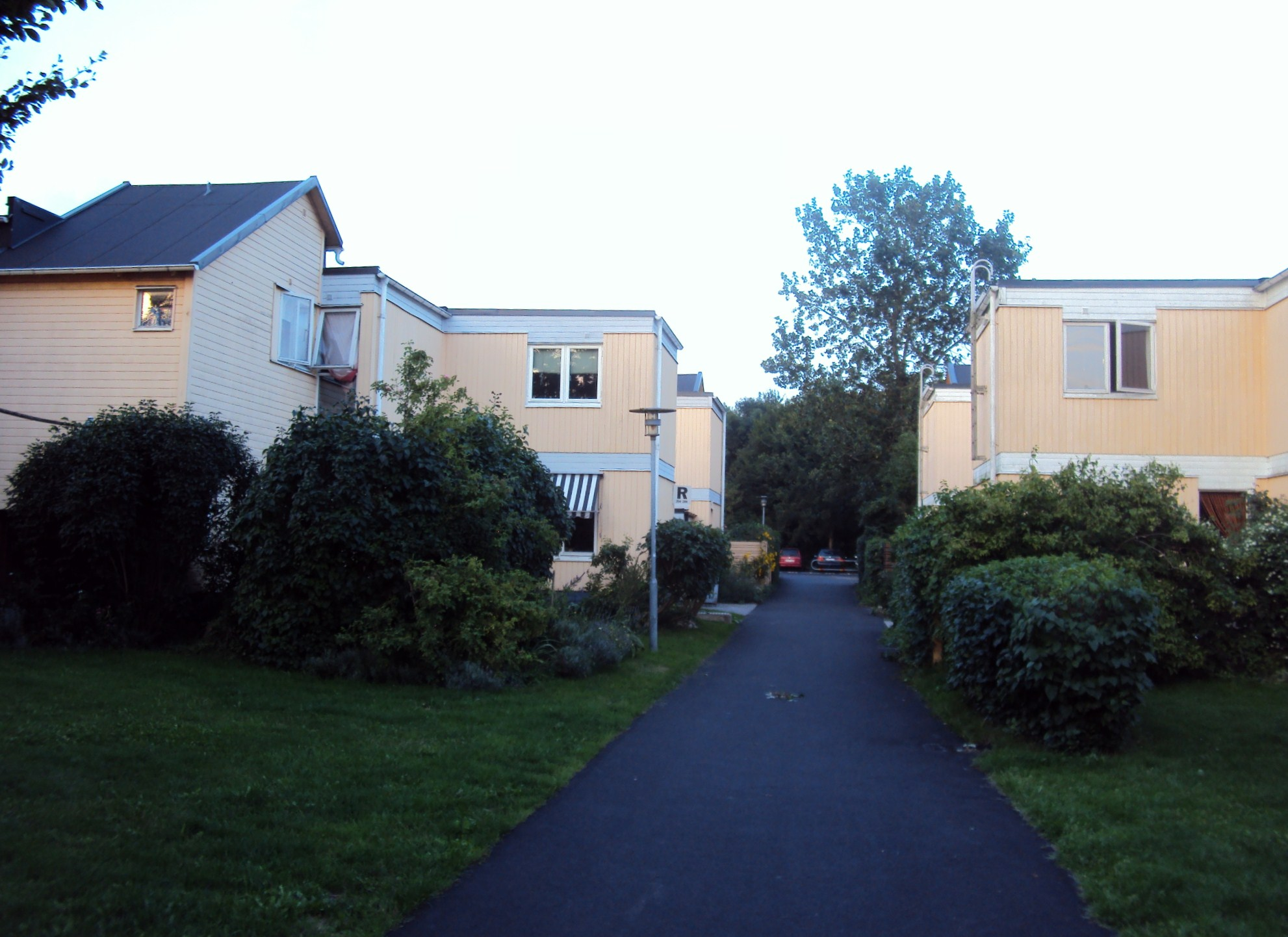
Stig mellan gårdarna

Djingis Khan är ett bostadsområde i östra Lund, byggt 1971-72, tillhörande Östra Torns församling. Området ägdes ursprungligen av AF Bostäder (Akademiska Föreningens Bostäder), avsett som familjebostäder för studentfamiljer. När antalet studenter minskade sålde AF Bostäder området och det ombildades till bostadsrättsförening inom HSB Skåne 1981. Det består av 316 hushåll i storlekarna 3-6 rum (ca 80-125 m²), grupperade kring 20 gårdar, alla med olika  prägel. Husen är tvåvåningshus av radhuskaraktär med gulmålad träpanel. Ett antal om- och tillbyggnader ger husen ett oregelbundet och originellt uttryck.
I området finns även en gemensam tvättstuga och "Vita huset". Där anordnas det bland annat soppkvällar. Det är också möjligt att hyra lokalerna. På Djingis Khan finns det även en mindre ICA-butik.
Området utmärks av rik grönska med den barnvänliga Bananparken i centrum. Traditionellt sett har det varit en stor andel barnfamiljer och många katter. Området är även känt för den återkommande vårliga Bananfesten och den årliga fotbollsturneringen i juni. Den procentuella andelen röster på Vänsterpartiet och Miljöpartiet har länge varit högst i landet men idag är skillnaden mindre.
På Djingis Khan finns ett rikt kulturliv med bas i gemensamhetshuset, det s.k. vita huset. Här huserar bland annat Midnattskören, Djingis Djembe (trummor och dans), Kabaré Febril.
Flera kända artister och kulturpersonligheter har vuxit upp eller under någon tid varit bosatta på Djingis Khan, bland andra Timbuktu, DJ:n och musikproducenten Axwell, Thomas Wiehe, Miki i Spotrunnaz, författaren Staffan Jacobson, politikern Karin Svensson Smith och Harry Potter-illustratören Alvaro Tapia.
Området fick namnet Djingis Khan efter det i Lund kända studentspexet Djingis Khan.

## Bananfesten
Bananfesten är en vårfest, som första gången ägde rum 1981. 2001 återupplivades traditionen och bananfester har gått av stapeln 2001-2019. Traditionellt har festen bestått av bl.a. karnevalståg, barncirkus och levande musik, till stor del framförd av artister boende på området eller med koppling till det. Timbuktu, som är uppvuxen på Djingis Khan, har uppträtt flera år.
Bananen har länge varit en viktig symbol i områdets kultur, förmodligen till följd av bananbackens centrala roll i områdets landskap och umgänge. Den bananformade backen ligger i den norra delen av det grönområde, bananparken, som sträcker sig som ett band mellan Uardavägen och Iliongrändens gårdar.